# Die letzte Fahrt der Bismarck
Die letzte Fahrt der Bismarck ist ein Kriegsfilm über die Jagd der Royal Navy auf das deutsche Schlachtschiff Bismarck im Nordatlantik im Jahr 1941, der auf C. S. Foresters Sachbuch Hunting The Bismarck (Alternativtitel: The Last Nine Days of the Bismarck, deutscher Titel: Die letzte Fahrt der Bismarck) basiert. Die Bismarck trifft bei ihrer ersten Einsatzfahrt, dem sogenannten Unternehmen Rheinübung, auf starke britische Seestreitkräfte. In einem ersten Gefecht besiegt sie einen gegnerischen Schlachtkreuzer, drei Tage später muss sie sich jedoch überlegenen britischen Einheiten geschlagen geben und sinkt unter großen Mannschaftsverlusten. Der Film wurde in Schwarzweiß gedreht.

## Handlung
London im Mai 1941. Die Luftschlacht um England ist seit einem halben Jahr vorbei, die Gefahr einer deutschen Invasion vermutlich endgültig gebannt. Dennoch müssen sich die Briten Sorgen um den Fortgang des Krieges machen, denn immer erfolgreicher operieren deutsche Über- und Unterwasserstreitkräfte gegen die Nachschubrouten auf dem Nordatlantik und treffen damit den Lebensnerv der Inselbewohner. Unzählige Handelsschiffe mit Lebensmitteln, Öl und Militärgütern sinken auf den Grund des Meeres.

### Eine neue Herausforderung
Erneut droht den alliierten Konvois ein neues Übel: Kurz nachdem Captain Jonathan Shepard seine Aufgabe als Leiter der Operationsabteilung übernommen hat, sehen er und der Erste Seelord sich mit Meldungen über zwei deutsche Großkampfschiffe im Kattegat konfrontiert. Ist die Bismarck, das neueste deutsche Schlachtschiff, darunter? Tatsächlich hat die Bismarck in der Ostsee ihre Erprobungsphase beendet und bereitet sich unter Befehl des Flottenchefs Lütjens auf den ersten Kriegseinsatz vor. Zusammen mit dem Schweren Kreuzer Prinz Eugen soll sie in den Atlantik durchbrechen und Handelskrieg führen.
Englische Aufklärungsflüge bringen bald Gewissheit: Bismarck und ihr Begleiter haben inzwischen ihren letzten Liegeplatz in einem norwegischen Fjord verlassen. Die Admiralität rätselt, welchen Weg die deutschen Schiffe nehmen werden. Zu knapp sind eigentlich die eigenen Seestreitkräfte, die zurzeit besonders im Mittelmeer gebunden sind, wo die deutsche Wehrmacht soeben Kreta besetzt.
Bei seinen ersten Berührungen mit den Mitarbeitern des Operationsstabes erweist sich Shepard als verschlossener, auf strenge Disziplin beharrender Mensch, der seine Untergebenen mit seinem Verhalten oft brüskiert. Auch gegenüber dem Zweiten Offizier Anne Davis gibt er sich zurückhaltend.

### Die Katastrophe
Auf Shepards Vorschlag werden einige schwere Einheiten, darunter der Schlachtkreuzer Repulse und der Flugzeugträger Victorious, aus Geleitzügen herausgelöst und zur Heimatflotte beordert, damit die möglichen Durchbruchsrouten in den Atlantik gesichert werden können. Schließlich wird der deutsche Verband vom Schweren Kreuzer Suffolk in der Dänemarkstraße gesichtet, wo er am frühen Morgen des 24. Mai 1941 durch das Geschwader des Commodore Holland, bestehend aus dem Schlachtkreuzer Hood und dem Schlachtschiff Prince of Wales, gestellt wird. Es kommt zum Gefecht. Nach drei Salven der Bismarck fliegt die Hood in die Luft. Auch die Prince of Wales, die den Kampf zunächst fortsetzt, erhält wenig später einen verheerenden Treffer in die Aufbauten, dem fast alle Männer auf der Kommandobrücke zum Opfer fallen. Der überlebende Kommandant gibt daraufhin Befehl, das Gefecht abzubrechen. Lütjens verzichtet auf eine Verfolgung, die Prince of Wales kann entkommen.
Die Nachricht vom Verlust der Hood sorgt für Entsetzen in England und aller Welt, denn sie war der Stolz der britischen Marine. Auch in der Admiralität ist man erschüttert.

### DieBismarckentkommt
Währenddessen streiten sich an Bord der Bismarck Lütjens und Kommandant Lindemann über das weitere Vorgehen. Lindemann verweist auf die beiden erhaltenen Treffer, aufgrund derer die Bismarck eine verräterische Ölspur hinter sich herzieht. Er empfiehlt die Rückkehr in einen Hafen zur Reparatur und Brennstoffergänzung. Lütjens hingegen beharrt auf der Erfüllung des Auftrages, Kreuzerkrieg im Atlantik zu führen.
Als Premierminister Churchill unter dem Eindruck des Verlustes der Hood anordnet, die Bismarck um jeden Preis zu versenken, sendet die Admiralität das Geschwader H, dem u. a. der Träger Ark Royal angehört, auf dem Shepards Sohn Tom als Marineflieger stationiert ist, von Gibraltar aus zur Verstärkung in den Nordatlantik. Gleichzeitig befiehlt der Oberbefehlshaber der Heimatflotte einen Torpedoangriff durch Flugzeuge des Trägers Victorious, um die Geschwindigkeit der Bismarck, die zu entkommen droht, herabzusetzen.
In der Zwischenzeit lässt Lütjens ein für die ihn beschattenden Kreuzer Suffolk und Norfolk überraschendes Manöver fahren, um der Prinz Eugen das unbemerkte Absetzen zu ermöglichen, was auch gelingt. Von der Victorious aus macht sich unterdessen eine Staffel Swordfish auf den Weg, die Bismarck mit Torpedos anzugreifen. Ein Torpedo trifft, richtet aber angesichts der starken Panzerung keinen nennenswerten Schaden an.
Während der folgenden Nacht verlieren die britischen Kreuzer den Kontakt zur Bismarck. Obwohl Lütjens jetzt mehrere Möglichkeiten hat zu entkommen, legt sich Shepard darauf fest, dass er die Bismarck in einen französischen Atlantikhafen führt, und stellt sämtliche Überlegungen des Operationsstabes auf diese Annahme ab. Er lässt u. a. Flugzeuge der Ark Royal Aufklärung über der Biskaya fliegen. Während dieser Phase bittet Shepard Davis, mit der er sich inzwischen etwas besser versteht, künftig ausschließlich für ihn zu arbeiten. Da erhält Shepard die Nachricht, dass sein Sohn seit den vorangegangenen Aufklärungsflügen vermisst wird. Er nimmt dies zum Anlass, Davis den Grund für seine Verschlossenheit zu offenbaren: Als er nach der Versenkung seines Schiffes aus dem Lazarett entlassen wurde und nach Hause zurückkehrte, fand er sein Haus in London durch einen Volltreffer zerstört vor. Bei dem deutschen Luftangriff hatte seine Frau den Tod gefunden. Davis tröstet Shepard mit großem Einfühlungsvermögen. Sie nimmt auch sein Angebot an, als seine persönliche Assistentin zu arbeiten, und schlägt damit eine Verwendung in Amerika aus, die ihr der stellvertretende Stabschef kurz zuvor offeriert hatte.

### Ein glücklicher Treffer
In dieses Gespräch platzt die Nachricht, dass die Bismarck wiedergefunden wurde – wie von Shepard vermutet auf einem Kurs in Richtung Brest. Allerdings können die verfolgenden britischen Einheiten wegen Brennstoffmangels nicht garantieren, dass sie die zum Einholen des deutschen Schlachtschiffs nötige Geschwindigkeit ausreichend lange halten können. So bleibt im Augenblick nur ein Angriff durch Flugzeuge der Ark Royal. Doch diese greifen irrtümlich den Leichten Kreuzer HMS Sheffield an, weil er als einzeln fahrendes Schiff für die Bismarck gehalten wird. Bei dem Angriff explodieren einige der Torpedos bereits beim Aufschlag auf die Wasseroberfläche; ein Fehler der neuartigen Magnetzünder. Glücklicherweise wird die Sheffield nicht getroffen.
Kurz vor Einbruch der Dunkelheit starten die Swordfish der Ark Royal erneut – diesmal sind die gebräuchlichen und zuverlässigen Kontaktzünder an ihren Torpedos angebracht – und finden die Bismarck. Ein Treffer mittschiffs verursacht keine Schäden, aber der letzte Torpedo trifft die in Hartruderlage liegenden Ruderblätter und blockiert sie. So kann Bismarck ihren Kurs nicht mehr halten und läuft manövrierunfähig langsam nach Norden, den britischen Großkampfschiffen entgegen. Alle Reparaturbemühungen scheitern. Während der Nacht versuchen einige Zerstörer, das deutsche Schlachtschiff durch Torpedos zu versenken, Bismarck hält sie jedoch mit ihrer Artillerie erfolgreich auf Distanz.
Shepard erfährt unterdessen, dass sein Sohn von einem englischen Schiff gerettet worden ist. Als Anne Davis sein Büro betritt, findet sie ihn in Tränen aufgelöst.

### Das Ende der Jagd
Bei Tagesbeginn stößt das Schlachtschiff King George V auf die Bismarck, die Endphase der Jagd beginnt. Auf kurze Distanz hämmern die englischen Granaten auf die Bismarck ein, die sich verzweifelt, aber immer schwächer wehrt, und machen sie zum Wrack. Hunderte von Besatzungsmitgliedern kommen in den Explosionen und Bränden an Bord um. Mehrere Torpedos treffen, schließlich sinkt die Bismarck, von vorn bis achtern brennend. Und endlich löst sich die Spannung in der britischen Operationszentrale. Der mächtige Überwassergegner ist besiegt, die Hood gerächt. Die letzte Notiz, die Shepard Officer Davis diktiert, lautet: „Captain Shepard wünscht sich ein Abendessen mit Miss Davis.“ Anne nimmt die Einladung an.

## Hintergrund

### Kinostarts
| Großbritannien   | unbekannt        |
| USA              | 11. Februar 1960 |
| Schweden         | 7. März 1960     |
| Finnland         | 1. April 1960    |
| West-Deutschland | 12. April 1960   |
| Frankreich       | 13. Mai 1960     |
| Dänemark         | 31. Mai 1960     |

### Trivia
Die Rolle des Kommandanten der HMS Prince of Wales wird von Esmond Knight gespielt, der während der Operation gegen die Bismarck tatsächlich als Offizier an Bord dieses britischen Schiffes war und während des Gefechtes am 24. Mai 1941 verwundet wurde.
Sich selbst spielt hingegen Edward R. Murrow, der während des Krieges für die US-amerikanischen Rundfunkhörer mit legendären Reportagen vornehmlich aus London berichtete. Sein Markenzeichen war die am Beginn jeder Sendung stehende Ansage: „This is London!“
Die (obszöne) verbale Reaktion des Kommandanten der Sheffield auf den irrtümlichen Angriff wird im Original ausgeblendet, kann aber problemlos an den Lippen abgelesen werden.
Der im Trailer verwendete Song Sink the Bismarck! kommt im Film selbst nicht vor.

## Auszeichnungen
Der Film wurde im Jahr 1960 bei den Laurel Awards in der Kategorie Bestes Action-Drama nominiert und erzielte den vierten Platz.
Im Jahr darauf erfolgte für den Regisseur Lewis Gilbert eine Nominierung für den DGA Award in der Kategorie Outstanding Directorial Achievement in Motion Pictures.

## Kritiken
Pluspunkte sammelt der Film durch die nah an den tatsächlichen Geschehnissen gehaltene Inszenierung. Der Film schafft es, trotz seiner recht überschaubaren Länge einen recht akkuraten Ablauf des Untergangs der Bismarck zu liefern … Dabei wird der Realismus der Darstellung durch das Einbinden von Archivmaterial, aber auch durch die Beteiligung von Ed Murrow unterstützt. Des Weiteren kommt der Wirklichkeitsnähe die Verpflichtung zahlreicher ausgebildeter Matrosen zugute. Dank der Unterstützung der Royal Navy wurde der Film beeindruckend realistisch.
Kritik übt indes Zweitausendeins Lexikon des internationalen Films, weil der Film die blutigen Seeschlachten zu einer rein sportiven Veranstaltung verharmlost und beide Seiten heroisiert. Immerhin lobt man die schauspielerischen Leistungen als beachtlich.